# Бомількар (III ст. до н. е.)
Бомількар (*пун. 𐤁𐤃‬𐤌𐤋‬𐤒‬𐤓‬𐤕 д/н — після 210 до н. е.) — військовий діяч Карфагенської держави часів Другої Пунічної війни.

## Життєпис
Походження достеменно невідоме. Деякий час вважався зятем Гамількара Барки, проте тут виявилася плутанина з Бомількаром, що був суфетом.
Перша письмова згадка відноситься до 215 року до н. е. В цей час тривала Друга Пунічна війна, карфагенський полководець Ганнібал діяв в Італії. Бомількар отримав завдання привезти туди підкріплення — 4 тис. кінноти і 40 слонів, а також 1 тис. талантів сріблом. З ними Бомількар, уникнувши сутички з римським флотом, підійшов до міста Локри. Проти нього виступив претор Аппій Клавдій Пульхр. Проте Бомількар з загоном приєднався до Ганнона Старшого, а Локри встигли зачинити брами та зміцнитися.
У 214 році до н. е. з флотом у 55 суден підійшов до Сіракуз, де владу захопила прокарфагенська партія на чолі із Епікідом. Проте дії Бомількара мали характер більше моральної підтримки, оскільки він не мав змоги протистояти переважаючому римському флоту у 100 суден, з яких близько 30 були квінкіреми. Тому відступив до Африки.
212 року з флотом 90 суден прибув до Сіракуз. Тут забезпечував захист Ахрадіни, що залишалася під владою Епікіда. Невдовзі залишив останнього 55 суден, а сам з 35 повернувся до Карфагену. Натомість Бомількар отримав значні кошти з колишньої царської скарнбниці Сіракуз. За цим через декілька днів Бомількар прибув зі 100 суднами до Сіракуз. Бомількар на чолі із флотом здійснив одночасну атаку римського табору спільно з Гімільконом і Гіппократом. Римляни відбили напад, але зняли облогу Ахрадіни.
Бомількар повернувся до Карфагену, де переконав надати більш суттєву допомогу Сіракузам. В результаті отримав командування над флотом у 130 бойових і 700 транспортних суден. Біля Сицилії вітер завадив обійти мис Пахін, внаслідок чого флот затримався. Бомількар спочатку вирішив дати бій флоту на чолі із Марком Клавдієм Марцеллом. Тому відправив транспортні судна до гавані Гераклеї Мінойської. Але зрештою не наважився вступити у битву, рушивши до Таренту, а транспортам наказав повертатися до Карфагену.
Біля таренту Бомількар також діяв псивно: не наважився захопити акрополь в Таренті та не вів перемовини з Македонією, щодо перекидання до Італії її військ. У 210 році до н. е. відступив до о. Керкіра, що дозволило римлянам 209 року до н. е. захопити Тарент. Подальша доля невідома, можливо його було страчено по поверненню до Карфагену.

## Родина
- Ганнібал, військовик часів Другої пунічної війни